# Евангелическо-лютеранская церковь Латвии
Евангелическо-лютеранская церковь Латвии (ЕЛЦЛ; латыш. Latvijas Evaņģēliski luteriskā baznīca, LELB) — лютеранская церковь Латвии.

## Вероучение
В основе исповедания Церкви лежит учение о том, что Иисус Христос есть истинный Сын Божий, Который Своей смертью на кресте искупил человечество от грехов. Затем Иисус воскрес, вознёсся на небеса, а затем через деяния Святого Духа была основана Христианская Церковь.
Книги Ветхого и Нового Завета считаются боговдохновенным Словом Божьим и обладают неревизируемым авторитетом.
Церковь признаёт три Символа Веры: Апостольский, Никейский и Афанасьевский. Помимо этого Церковь провозглашает верность евангелическим вероисповедальным текстам, входящим в Книгу Согласия.

## Число сторонников
ЕЛЦЛ — одна из немногих лютеранских церквей Европы, в которой наблюдается рост числа прихожан. Её членами в 2006 году себя считали около 580 000 человек. С 2004 года по 2007 год Церковь увеличилась на 24 500 человек новых членов.

## История

### Лютеранство в Ливонской конфедерации (до 1561 года)
Первая лютеранская община в Риге была создана уже в 1523 году. В 1530 году Николаусом Раммом на латышский язык были переведены отдельные части Библии. В 1539 году Рига вошла в состав протестантских городов. В 1561 году Ливонская конфедерация была разделена на Курляндское Герцогство, вассальное от Польши в котором была создана Курляндская консистория, и Задвинское Герцогство, находившееся под управлением Польши и подвергавшееся контрреформации.

### В составе Церкви Швеции (1622—1710)
В 1622 году после присоединения Лифляндии к Швеции был назначен первый суперинтендент, в 1633—1634 гг. была учреждения Лифляндская обер-консистория с 6 унтер-консисториями.

### В составе Евангелическо-лютеранской церкви России (1710—1922)

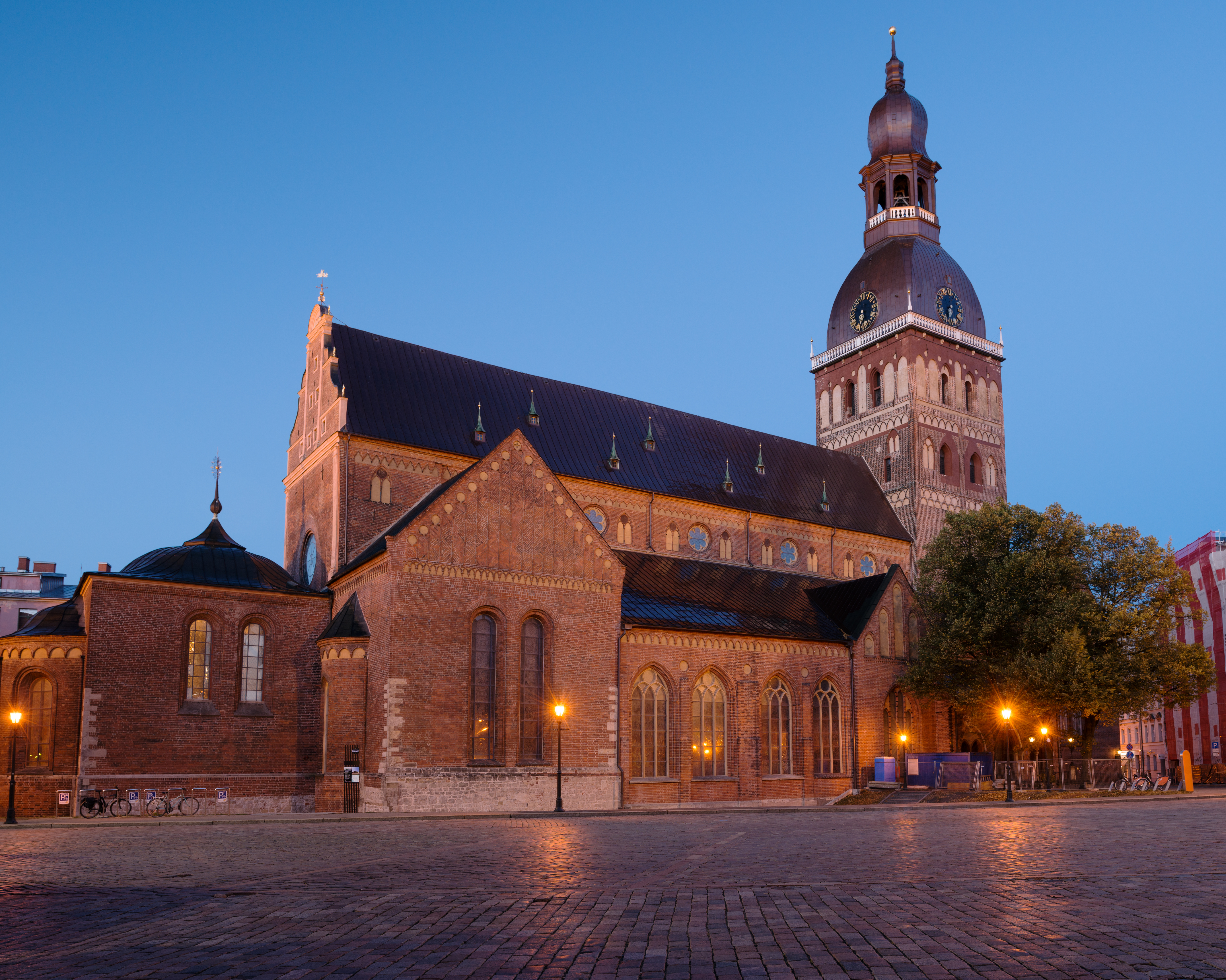
Домский собор - главное здание Церкви

В 1710 году Лифляндия была присоединена к России. В 1734 году Рижская обер-консистория была подчинена Консисториальному заседанию Юстиц-коллегии лифляндских и эстляндских дел, в 1795 году ей также была подчинена и Курляндская консистория, в 1832 году была подчинена Генеральной евангелическо-лютеранской консистории, при Лифляндской и Курляндской провинциальных консисториях были введены должности генерал-суперинтендентов. Вплоть до XX века лютеранский клир Латвии состоял преимущественно из немцев, а в церковной жизни преобладал немецкий язык.

### Первая Евангелическо-лютеранская церковь Латвии (1922—1944)
После образования Латвийского государства к лютеранству относились 194 латышских общин и 20 чисто немецкоязычных общин, которые объединились в единую лютеранскую церковь. В 1922 году шведский архиепископ Натан Сёдерблюм рукоположил избранного синодом Карлиса Ирбе в архиепископы Евангелическо-лютеранской церкви Латвии, а для немецкого меньшинства был рукоположён отдельный епископ — Петер Харальд Пёльхау, должность лифляндская и курфляндская консистории и должности генерал-суперинтендентов были упразднены. Епископ Евангелическо-лютеранской церкви получил право на использование кафедрального собора в Риге. В Латвийском университете при поддержке руководства Латвийской Республики был создан богословский факультет, на котором уже к 1934 году были подготовлено более 100 пасторов. В 1932 году был избран новый архиепископ — Теодорc Гринбергc.

### Советский период (1944—1990)
В 1944 году Гринбергс и около 60 % пасторов покинули страну. Церковь возглавил Карлис Ирбе, однако вскоре он и многие другие пасторы были депортированы (в результате депортаций Церковь потеряла до 80 % своего клира). В 1954 году деятельность Церкви была вновь легализована, и новым архиепископом был избран Густавс Турс. В 1967 году в Церкви было около 90 пасторов и около 400 000 человек считали себя её прихожанами, но церковная жизнь сводилась к проведению воскресных богослужений.

### Современный период (с 1990 года)
После получения Латвией независимости в 1990 году в Церкви произошла смена руководства — прежние деятели, обвинённые в сотрудничестве с советскими властями, были отстранены от церковного управления, и избран новый архиепископ Карлис Гайлитис. За последующие годы ЕЛЦЛ стала одним из наиболее значимых институтов Латвийского государства.

## Церковная организация
Высший орган — Синод (Sinode), исполнительный орган — Главное правление (Virsvalde), высшие органы приходов — приходские советы (draudzes padome), исполнительные органы приходов — приходские правления (draudzes valde).
Главой Церкви является архиепископ Рижский. С 2006 года Церковь организационно разделена на три епархии: Рижскую, Лиепайскую и Даугавпилсскую. В 2007 году в качестве глав епархий ординированы соответственно Павилис Бруверс и Эйнарс Алпе. Всего в ЕЛЦЛ около 300 приходов, 140 пасторов и 40 евангелистов. Подготовка кадров осуществляется в «Академии Лютера» (семинарии Евангелическо-лютеранской церкви Латвии) и на теологическом факультете Латвийского университета. В Риге имеются два русских прихода: святого Луки, возглавляемый пастором Александром Битте, и приход Богоявления (проводит богослужения в англиканском храме), пастор Павел Левушкан.
- Даугавпилсская епархия;
- Лиепайская епархия.
- Рижская епархия

### Список архиепископов Рижских
- Карлис Ирбе (1920 — 31 октября 1931);
- Теодорс Гринбергс[англ.] (1932—1944);
- Густавс Турс (1948—1968);
- Янис Матулис (1968—1985);
- Эрикс Местерс (1986—1989);
- Карлис Гайлитис (апрель 1989 — 22 ноября 1992);
- Янис Ванагс (29 августа 1993 — 29 августа 2025).

## Взаимоотношения с государством

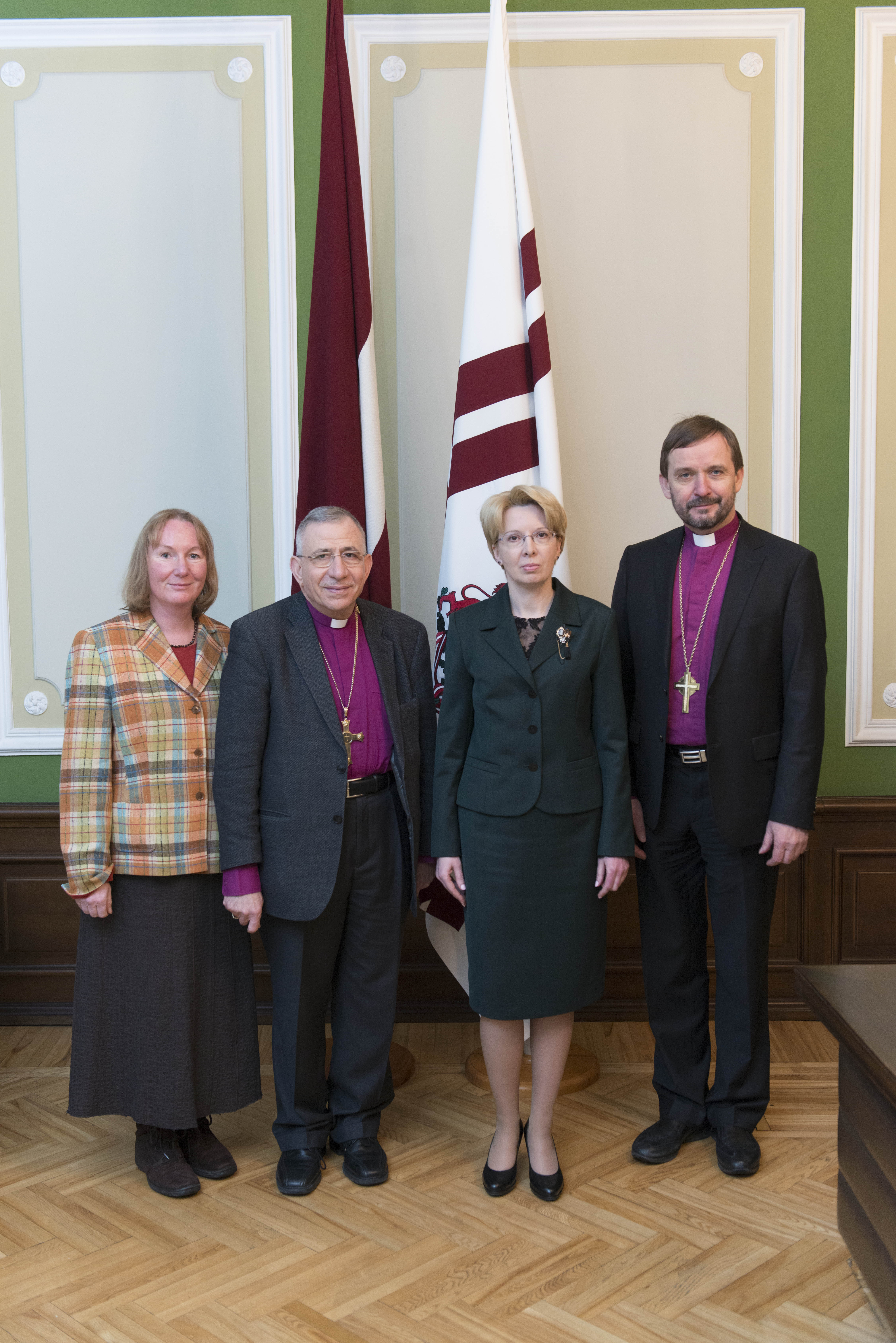
Спикер Сейма Латвии с бывшим главой Всемирной лютеранской федерации Мунибом Юнаном и архиепископом ЕЛЦЛ Янисом Ванагсом

17 октября 2008 года сейм Латвии утвердил во втором чтении проект закона о ЕЛЦЛ. Закон определяет структуры деноминации, порядок осуществления ею экономической деятельности и структуру приходов.
Согласно этому закону государство оказывает Церкви помощь в реставрации строений, признанных памятниками архитектуры. Государство отказывается от вмешательства в догматические споры внутри Церкви, в том числе решения по каноническим вопросам нельзя оспорить в светских судах.
Государство гарантирует тайну исповеди. Пасторы и студенты-теологи освобождаются от несения воинской службы в мирное время, а в военное — от службы, сопряжённой с использованием оружия.

## Консерватизм
Несмотря на членство во Всемирной лютеранской федерации, ЕЛЦЛ отличается достаточно консервативным подходом к вопросам, которые в последнее время стали актуальными среди лютеран. Подобный консервативный характер деноминации позволяет ей быть партнёром Миссурийского Синода — крупнейшей лютеранской консервативной деноминации.

### Ординация женщин
Отношение к ординации женщин — один из показателей конфессионального характера ЕЛЦЛ. При этом некоторое время назад рукоположение женщин имело место, однако в настоящее время полностью прекращено.
Первую ординацию женщин совершил в 1975 году архиепископ Янис Матулис (было рукоположено 6 женщин), что было воспринято негативно клиром Церкви. Преемник Матулиса Эрикс Местерс был лично против таких ординаций, однако чёткой позиции по данному вопросу не было — женщин просто не рукополагали.
Новый постсоветский глава Церкви Карлис Гайлитис был решительным сторонником рукоположения женщин, и в течение нескольких лет его руководства несколько женщин получили пасторский сан. Это вызвало многочисленные протесты в церковной среде, в том числе некоторые консервативные общины объявили о возможности выхода из ЕЛЦЛ в случае, если преемник Гайлитиса продолжит подобные ординации.
После избрания Яниса Ванагса архиепископом Рижским в 1993 году ординация женщин была прекращена. Необходимо заметить, что помимо самого Ванагса с подобным подходом были согласны 80 % участников церковного синода 1992 года. Те женщины, которые были ординированы раньше, сохраняют сан пастора, однако не могут быть приходскими священниками.

### Отношение к гомосексуальности
В ЕЛЦЛ не проводится «благословение однополых союзов» и не рукополагают пасторов-геев. Широкий резонанс получило лишение сана в 2002 году Мариса Сантса, пастора рижской церкви Христа, после того, как он в интервью радиостанции «Свободная Европа» открыто объявил о своей гомосексуальности и обвинил руководство Церкви в нетерпимом отношении к геям. Принявший участие в той же программе пастор Талис Редманис заметил, что резолюция ЛЕЛЦ определяет гомосексуализм как грех, в результате Церковь запрещает открытым геям занимать любые церковные посты.
В результате представители нетрадиционной сексуальной ориентации в Латвии некоторое время арендовали для церковных служб здание англиканской церкви. В настоящее время община распалась, а Марис Сантс уехал из страны.

## Межконфессиональные связи
В июле 2009 года Янис Ванагс прокомментировал материалы в латвийских СМИ, которые сообщали о грядущем воссоединении Церкви Латвии и Римско-Католической Церкви. Епископ назвал эти сообщения абсурдными и гротескными, хотя и не стал отрицать полезность сотрудничества с римо-католиками.